# Ausuccura
Ausuccura (łac. Diocesis Ausuccurensis) – stolica historycznej diecezji w Cesarstwie rzymskim w prowincji Numidia zlikwidowana w VII w. podczas ekspansji islamskiej, współcześnie w północnej Algierii. Obecnie katolickie biskupstwo tytularne. 

## Biskupi tytularni
| Lp. | Biskup                       | Funkcja                                     | Od                   | Do                |
| --- | ---------------------------- | ------------------------------------------- | -------------------- | ----------------- |
| 1   | George Theodore Boileau      | biskup koadiutor Fairbanks (USA)            | 21 kwietnia 1964     | 25 lutego 1965    |
| 2   | Louis Van Steene             | emerytowany biskup Bukavu (Zair)            | 24 maja 1965         | 20 września 1976  |
| 3   | Michael Kpakala Francis      | wikariusz apostolski Monrovii (Liberia)     | 28 października 1976 | 19 grudnia 1981   |
| 4   | Jaime Mota de Farias         | biskup pomocniczy Nazaré (Brazylia)         | 14 lipca 1982        | 7 listopada 1986  |
| 5   | José Carlos de Lima Vaz      | biskup pomocniczy Rio de Janeiro (Brazylia) | 12 grudnia 1986      | 15 listopada 1995 |
| 6   | Jiří Paďour                  | biskup pomocniczy Pragi (Czechy)            | 3 grudnia 1996       | 23 lutego 2001    |
| 7   | José Carlos dos Santos       | biskup pomocniczy Luziânia (Brazylia)       | 20 czerwca 2001      | 25 marca 2002     |
| 8   | Jacinto Bergmann             | biskup pomocniczy Pelotas (Brazylia)        | 8 maja 2002          | 15 czerwca 2004   |
| 9   | Juan Vicente Córdoba Villota | biskup pomocniczy Bucaramanga (Kolumbia)    | 30 czerwca 2004      | 25 listopada 2011 |
| 10  | Tulio Luis Ramírez Padilla   | biskup pomocniczy Caracas (Wenezuela)       | 4 kwietnia 2012      | 11 grudnia 2020   |
| 11  | Lizardo Estrada Herrera      | biskup pomocniczy Cuzco (Peru)              | 9 stycznia 2021      |                   |